# هاردیپ سینگ پوری
هاردیپ سینگ پوری (زاده ۱۵ فوریه ۱۹۵۲) سیاستمدار هندی و دیپلمات بازنشسته سرویس خارجی هند است که از سال ۲۰۲۱ به عنوان سی و سومین وزیر نفت و گاز طبیعی خدمت می‌کند.
او مامور سرویس خارجی هند گروه ۱۹۷۴ است که از سال ۲۰۰۹ تا ۲۰۱۳ به عنوان نماینده دائم هند در سازمان ملل متحد خدمت کرده است
پوری در ماه ژانویه ۲۰۱۴ به حزب بهاراتیا جاناتا ملحق شد و در نوامبر ۲۰۲۰ از ایالت اوتار پرادش به عضویت پارلمان راجیه سبها درآمد. پیش از این در ماه مه ۲۰۱۹، او به عنوان وزیر مشاور (مسئول مستقل) در امور مسکن و شهرسازی و هوانوردی غیرنظامی و وزیر مشاور در امور تجارت و صنعت منصوب شده بود.
سابقاً، پوری از ماه ژانویه ۲۰۱۱ تا فوریه ۲۰۱۳ به عنوان رئیس کمیته مبارزه با تروریسم شورای امنیت سازمان ملل متحد خدمت کرده است؛ و در ژوئن ۲۰۱۳ به عنوان مشاور ارشد به مؤسسه صلح بین‌المللی ملحق شده بود.